# Насложена мрежа
Насложена мрежа или мрежа с наслагване (на английски: Overlay Network) е общ случай на логическа мрежа, създадена върху друга мрежа. Възлите в мрежа с наслагване могат да бъдат свързани или чрез физическа връзка, или чрез логическа връзка, за която в основната мрежа съществуват един или повече съответстващи маршрута от физически връзки.
Концепцията за насложена мрежа е различна от традиционния модел на OSI многослойни мрежи и почти винаги предполага, че основната мрежа е IP мрежа от някакъв вид.
Примери за наслагвания са виртуалните частни мрежи (VPN) и едноранговите мрежи (P2P), които работят в Интернет и представляват „добавки“ върху класическите мрежови протоколи, предоставяйки широки възможности, които първоначално не са били предвидени от разработчиците на основните протоколи. Комутируемият достъп до интернет всъщност се предоставя чрез наслагване (например PPP), което работи „отгоре“ на обикновената телефонна мрежа.
Някои примери за мрежови технологии за наслагване са VXLAN, BGP VPN, както Layer 2, така и Layer 3, и IP върху IP технологии, като GRE или IPsec тунели. Технологиите IP върху IP, като SD-WAN, са клас мрежи с наслагване.

## Структура
Възлите в мрежа с наслагване могат да се разглеждат като свързани чрез виртуални или логически връзки, всяка от които съответства на път, може би през много физически връзки, в основната мрежа. Например, разпределени изчислителни системи, като мрежите „От устройство към устройство“, са мрежи с наслагване, тъй като техните възли образуват мрежи върху съществуващи мрежови връзки.
Интернет първоначално е бил изграден като наслагване върху телефонната мрежа, докато днес чрез появата на интернет телефонията (VoIP) телефонната мрежа все повече се превръща в наслагваща се мрежа, изградена върху интернет.

### Атрибути
Мрежите с наслагване имат определен набор от атрибути, включително разделяне на логическо адресиране, сигурност и качество на услугата. Други незадължителни атрибути включват устойчивост/възстановяване, криптиране и контрол на честотната лента.